# Hässjön, Småland
Hässjön är en sjö i Ljungby kommun i Småland och ingår i Lagans huvudavrinningsområde. Hässjön ligger i Ljungsjömyren Natura 2000-område.